# 彭青 (政治人物)
彭青（1915年—1992年），曾用名彭效贞，直隶（今河北）博野人，女，中华人民共和国政治人物，曾任中共河北省纪委副书记，河北省人大常委会副主任，第四、五届全国政协委员。